# Vangibath
 (janvier 2021).
Si vous disposez d'ouvrages ou d'articles de référence ou si vous connaissez des sites web de qualité traitant du thème abordé ici, merci de compléter l'article en donnant les références utiles à sa vérifiabilité et en les liant à la section « Notes et références ».
 (janvier 2021).

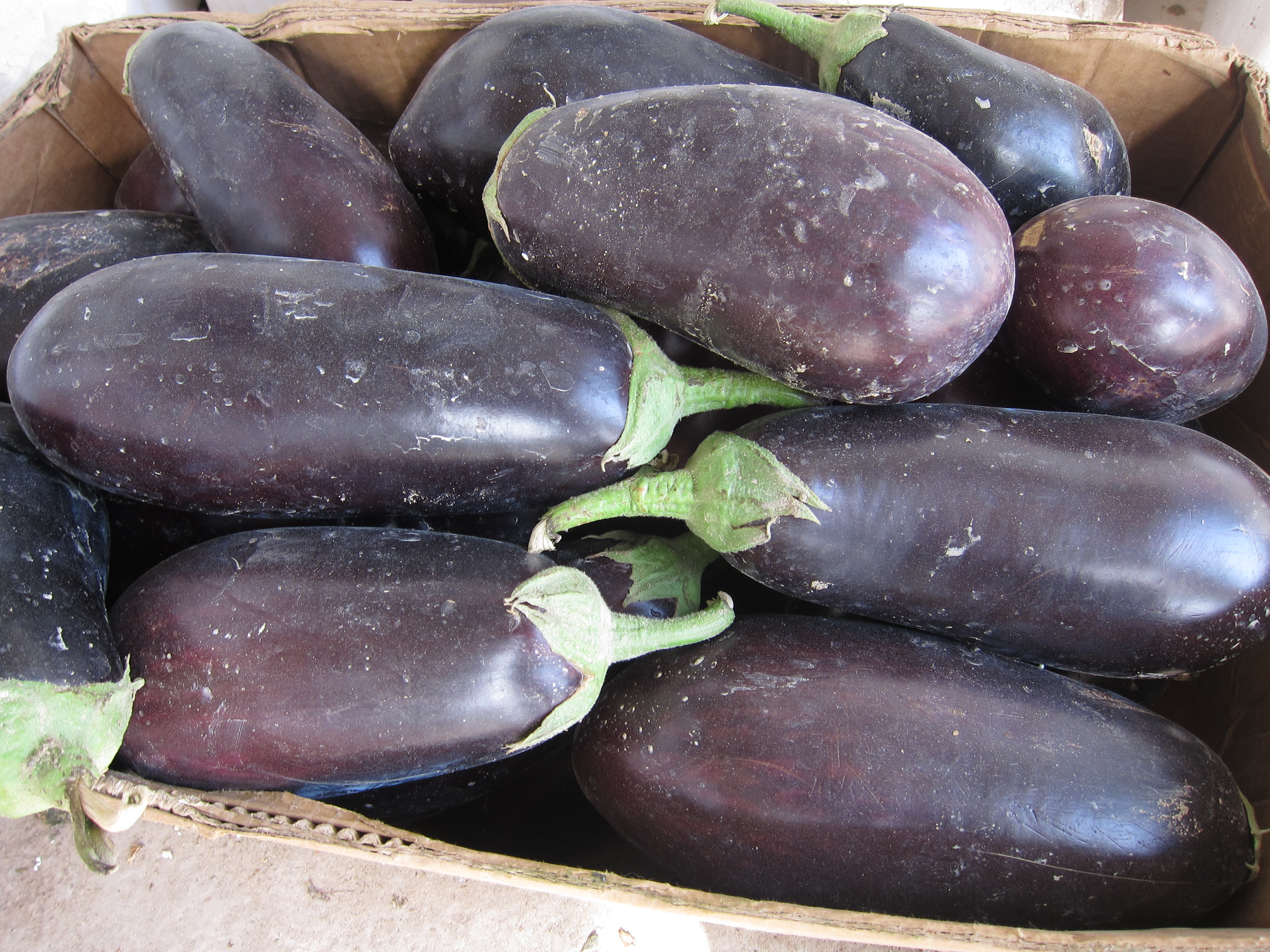

Vangibath (kannada : ವಾಂಗಿ ಬಾತ್) est un mets sud-indien de l'État de Karnataka, populaire parmi les brahmanes. La traduction littérale de ce mot est « riz aux aubergines ».
Typiquement, on le trouve au Karnataka. Des variantes plus épicées existent au Andhra Pradesh et au Tamil Nadu. Il est également fameux au Maharashtra.
Il est souvent vu comme un mets sec. Il est accompagné d'un mosaru bajji ou de raïta (mets à base de yaourt).